# Metopina pileata
Metopina pileata är en tvåvingeart som beskrevs av Schmitz 1936. Metopina pileata ingår i släktet Metopina och familjen puckelflugor. Inga underarter finns listade i Catalogue of Life.